# Liste des lauréats du prix Nobel par pays

Carte du monde du nombre de prix Nobel par pays.

Voici une liste des lauréats du prix Nobel par pays.
Les prix Nobel et le prix de la Banque de Suède en sciences économiques en mémoire d'Alfred Nobel (informellement qualifié de prix Nobel d’économie) ont été décernés 615 fois à 989 lauréats (chiffres de 2022) : 954 personnes et 27 organisations (ces dernières toutes prix Nobel de la paix). En raison du fait que certains lauréats ont reçu plusieurs prix, le nombre total de lauréats est inférieur : 860 individus et 22 organisations. 
La liste suivante ordonne les lauréats selon les nations mentionnées par le comité Nobel sur son site. La liste ne distingue pas les lauréats ayant reçu la récompense complète de la grande majorité qui ont reçu une récompense partagée avec d'autres lauréats. Certains lauréats sont listés dans plus d'un pays car le site de la fondation mentionne plusieurs affiliations nationales (lieu de naissance, affiliation du laboratoire principal, changement de nationalité/résidence). Si un pays est dûment mentionné comme étant le lieu de naissance du lauréat, un astérisque est figuré après. Dans ce cas, le pays de naissance est mentionné en italique sous l'autre affiliation.  
Les organisations ne sont listées ici que si le Comité les lie à un seul pays.

## Tableau et graphiques synthétiques

Graphique des Prix Nobel : Nombre par pays de naissance

Graphique des Prix Nobel : Nombre par pays de décès

Dernière mise à jour : 8 mai 2024
| Pays                             | Nombre de lauréats | Rang |
| -------------------------------- | ------------------ | ---- |
| États-Unis                       | 411                | 1    |
| Royaume-Uni                      | 138                | 2    |
| Allemagne                        | 112                | 3    |
| France                           | 76                 | 4    |
| Suède                            | 33                 | 5    |
| Union soviétique + Russie        | 32                 | 6    |
| Japon                            | 29                 | 7    |
| Canada                           | 28                 | 8    |
| Suisse                           | 27                 | 9    |
| Autriche                         | 23                 | 10   |
| Pays-Bas                         | 22                 | 11   |
| Italie                           | 21                 | 12   |
| Pologne                          | 19                 | 13   |
| Danemark                         | 14                 | 14   |
| Hongrie                          | 13                 | 15   |
| Israël                           | 13                 | 15   |
| Norvège                          | 13                 | 15   |
| Australie                        | 12                 | 18   |
| Inde                             | 12                 | 18   |
| Belgique                         | 11                 | 20   |
| Irlande                          | 11                 | 20   |
| Afrique du Sud                   | 11                 | 20   |
| Chine                            | 9                  | 23   |
| Espagne                          | 8                  | 24   |
| Tchéquie                         | 6                  | 25   |
| Ukraine                          | 6                  | 25   |
| Argentine                        | 5                  | 27   |
| Finlande                         | 5                  | 27   |
| Roumanie                         | 5                  | 27   |
| Égypte                           | 4                  | 30   |
| Lituanie                         | 3                  | 31   |
| Mexique                          | 3                  | 31   |
| Nouvelle-Zélande                 | 3                  | 31   |
| Turquie                          | 3                  | 34   |
| Tunisie                          | 2                  | 34   |
| Algérie                          | 2                  | 34   |
| Biélorussie                      | 2                  | 34   |
| Bosnie-Herzégovine               | 2                  | 34   |
| Chili                            | 2                  | 34   |
| Colombie                         | 2                  | 34   |
| Croatie                          | 2                  | 34   |
| Grèce                            | 2                  | 34   |
| Guatemala                        | 2                  | 34   |
| Liberia                          | 2                  | 34   |
| Lituanie                         | 2                  | 34   |
| Luxembourg                       | 2                  | 34   |
| Pakistan                         | 2                  | 34   |
| Portugal                         | 2                  | 34   |
| Sainte-Lucie                     | 2                  | 34   |
| Timor oriental                   | 2                  | 34   |
| Azerbaïdjan                      | 1                  | 50   |
| Bangladesh                       | 1                  | 50   |
| Birmanie                         | 1                  | 50   |
| Bulgarie                         | 1                  | 50   |
| Chypre                           | 1                  | 50   |
| République démocratique du Congo | 1                  | 50   |
| Corée du Sud                     | 1                  | 50   |
| Costa Rica                       | 1                  | 50   |
| Éthiopie                         | 1                  | 50   |
| Ghana                            | 1                  | 50   |
| Hong Kong                        | 1                  | 50   |
| Irak                             | 1                  | 50   |
| Iran                             | 1                  | 50   |
| Islande                          | 1                  | 50   |
| Kenya                            | 1                  | 50   |
| Lettonie                         | 1                  | 50   |
| Macédoine du Nord                | 1                  | 50   |
| Maroc                            | 1                  | 50   |
| Nigeria                          | 1                  | 50   |
| Palestine                        | 1                  | 50   |
| Pérou                            | 1                  | 50   |
| Serbie                           | 1                  | 50   |
| Slovénie                         | 1                  | 50   |
| Taïwan                           | 1                  | 50   |
| Tibet                            | 1                  | 50   |
| Trinité-et-Tobago                | 1                  | 50   |
| Venezuela                        | 1                  | 50   |
| Viêt Nam                         | 1                  | 50   |
| Yémen                            | 1                  | 50   |

## Listes des lauréats par pays

### Afrique du Sud
1. J. M. Coetzee, Littérature, 2003
2. Sydney Brenner*, Physiologie ou Médecine, 2002
3. Frederik de Klerk, Paix, 1993
4. Nelson Mandela, Paix, 1993
5. Nadine Gordimer, Littérature, 1991
6. Desmond Tutu, Paix, 1984
7. Aaron Klug, Chimie, 1982
8. Allan M. Cormack*, Physiologie ou Médecine, 1979
9. Albert Lutuli, né en Rhodésie, Zimbabwe en 2018, Paix, 1960
10. Max Theiler, Physiologie ou Médecine, 1951

### Allemagne
1. Benjamin List, Chimie, 2021
2. Klaus Hasselmann, Physique, 2021
3. Reinhard Genzel, Physique, 2020
4. Joachim Frank, Chimie, 2017
5. Rainer Weiss*, Physique, 2017
6. Stefan Hell, né en Roumanie, Chimie, 2014
7. Thomas Südhof, Physiologie ou Médecine, 2013
8. Herta Müller, né en Roumanie, Littérature, 2009
9. Harald zur Hausen, Physiologie ou Médecine, 2008
10. Gerhard Ertl, Chimie, 2007
11. Peter Grünberg, né au Protectorat de Bohême-Moravie, République Tchèque en 2018, Physique, 2007
12. Theodor W. Hänsch, Physique, 2005
13. Wolfgang Ketterle, Physique, 2001
14. Herbert Kroemer, Physique, 2000
15. Günter Blobel*, Physiologie ou Médecine, 1999
16. Günter Grass, né dans la Ville libre de Dantzig, Pologne en 2018, Littérature, 1999
17. Horst Störmer, Physique, 1998
18. Paul Josef Crutzen, Chimie, 1995
19. Christiane Nüsslein-Volhard, Physiologie ou Médecine, 1995
20. Reinhard Selten, Economie, 1994
21. Bert Sakmann, Physiologie ou Médecine, 1991
22. Erwin Neher, Physiologie ou Médecine, 1991
23. Hans Georg Dehmelt*, Physique, 1989
24. Wolfgang Paul, Physique, 1989
25. Johann Deisenhofer, Chimie, 1988
26. Robert Huber, Chimie, 1988
27. Hartmut Michel, Chimie, 1988
28. Jack Steinberger*, Physique, 1988
29. Johannes Georg Bednorz, Physique, 1987
30. John Polanyi*, Chimie, 1986
31. Ernst Ruska, Physique, 1986
32. Gerd Binnig, Physique, 1986
33. Klaus von Klitzing, Physique, 1985
34. Georges J.F. Köhler*, Physiologie ou Médecine, 1984
35. Georg Wittig, Chimie, 1979
36. Arno Penzias*, Physique, 1978
37. Henry Kissinger*, Paix, 1978
38. Ernst Otto Fischer, Chimie, 1973
39. Karl von Frisch, né en Autriche-Hongrie, Autriche en 2018, Physiologie ou Médecine, 1973
40. Heinrich Böll, Littérature, 1972
41. Gerhard Herzberg*, Chimie, 1971
42. Willy Brandt, Paix, 1971
43. Bernard Katz*, Physiologie ou Médecine, 1970
44. Max Delbrück*, Physiologie ou Médecine, 1969
45. Manfred Eigen, Chimie, 1967
46. Hans Albrecht Bethe*, Physique, 1967
47. Nelly Sachs*, Littérature, 1966
48. Feodor Felix Konrad Lynen, Physiologie ou Médecine, 1964
49. Konrad Bloch*, Physiologie ou Médecine, 1964
50. Karl Ziegler, Chimie, 1963
51. Maria Goeppert-Mayer*, Physique, 1963
52. J. Hans D. Jensen, Physique, 1963
53. Rudolf Mössbauer, Physique, 1961
54. Werner Forssmann, Physiologie ou Médecine, 1956
55. Polykarp Kusch*, Physique, 1955
56. Max Born*, Physique, 1954
57. Walther Bothe, Physique, 1954
58. Hermann Staudinger, Chimie, 1953
59. Fritz Albert Lipmann*, Physiologie ou Médecine, 1953
60. Hans Adolf Krebs*, Physiologie ou Médecine, 1953
61. Albert Schweitzer*, Paix, 1952
62. Otto Diels, Chimie, 1950
63. Kurt Alder, Chimie, 1950
64. Hermann Hesse*, Littérature, 1946
65. Ernst Boris Chain*, Physiologie ou Médecine, 1945
66. Otto Hahn, Chimie, 1944
67. Otto Stern*, Physique, 1943
68. Adolf Butenandt, Chimie, 1939
69. Gerhard Domagk, Physiologie ou Médecine, 1939
70. Richard Kuhn, né en Autriche, Chimie, 1938
71. Otto Loewi*, Physiologie ou Médecine, 1936
72. Carl von Ossietzky, Paix, 1935
73. Hans Spemann, Physiologie ou Médecine, 1935
74. Werner Heisenberg, Physique, 1932
75. Otto Heinrich Warburg, Physiologie ou Médecine, 1931
76. Carl Bosch, Chimie, 1931
77. Friedrich Bergius, Chimie, 1931
78. Hans Fischer, Chimie, 1930
79. Thomas Mann, Littérature, 1929
80. Hans von Euler-Chelpin*, Chimie, 1929
81. Adolf Otto Reinhold Windaus, Chimie, 1928
82. Ludwig Quidde, Paix, 1927
83. Heinrich Otto Wieland, Chimie, 1927
84. Gustav Stresemann, Paix, 1926
85. James Franck, Physique, 1925
86. Gustav Ludwig Hertz, Physique, 1925
87. Otto Fritz Meyerhof, Physiologie ou Médecine, 1922
88. Albert Einstein, Physique, 1921
89. Walther Nernst, Chimie, 1920
90. Johannes Stark, Physique, 1919
91. Fritz Haber, Chimie, 1918
92. Max Karl Ernst Ludwig Planck, Physique, 1918
93. Richard Willstätter, Chimie, 1915
94. Max von Laue, Physique, 1914
95. Gerhart Hauptmann, né en Prusse, Pologne en 2018, Littérature, 1912
96. Wilhelm Wien, Physique, 1911
97. Otto Wallach, Chimie, 1910
98. Albrecht Kossel, Physiologie ou Médecine, 1910
99. Paul Johann Ludwig Heyse, Littérature, 1910
100. Karl Ferdinand Braun, Physique, 1909
101. Wilhelm Ostwald, né en Russie, Lettonie en 2018, Chimie, 1909
102. Rudolf Christoph Eucken, Littérature, 1908
103. Paul Ehrlich, Physiologie ou Médecine, 1908
104. Eduard Buchner, Chimie, 1907
105. Robert Koch, Physiologie ou Médecine, 1905
106. Philipp Lenard, né alors en Autriche-Hongrie, Slovaquie en 2018, Physique, 1905
107. Adolf von Baeyer, Chimie, 1905
108. Hermann Emil Fischer, Chimie, 1902
109. Theodor Mommsen, né au Danemark, Littérature, 1902
110. Emil Adolf von Behring, Physiologie ou Médecine, 1901
111. Wilhelm Conrad Röntgen, Physique, 1901

### Argentine
1. César Milstein, Physiologie ou Médecine, 1984
2. Adolfo Pérez Esquivel, Paix, 1980
3. Luis Federico Leloir, Chimie, 1970
4. Bernardo Houssay, Physiologie ou Médecine, 1947
5. Carlos Saavedra Lamas, Paix, 1936

### Australie
1. Brian P. Schmidt, né aux États-Unis, Physique, 2011
2. Elizabeth Blackburn*, Physiologie ou Médecine, 2009
3. Barry Marshall, Physiologie ou Médecine, 2005
4. J. Robin Warren, Physiologie ou Médecine, 2005
5. Peter C. Doherty, Physiologie ou Médecine, 1996
6. John Harsanyi, né en Hongrie, Économie, 1994
7. John Cornforth*, Chimie, 1975
8. Patrick White, né au Royaume-Uni, Littérature, 1973
9. John Carew Eccles, Physiologie ou Médecine, 1963
10. Sir Frank Macfarlane Burnet, Physiologie ou Médecine, 1960
11. Howard Florey, Physiologie ou Médecine, 1945
12. William Lawrence Bragg, Physique, 1915

### Autriche
1. Ferenc Krausz,  aussi comme citoyen hongrois, Physique, 2023
2. Anton Zeilinger, Physique, 2022
3. Peter Handke, Littérature, 2019
4. Martin Karplus*, Chimie, 2013
5. International Atomic Energy Agency, Paix, 2005
6. Elfriede Jelinek, Littérature, 2004
7. Eric Kandel*, Physiologie ou Médecine, 2000
8. Walter Kohn*, Chimie, 1998
9. Friedrich Hayek, Économie, 1974
10. Konrad Lorenz, Physiologie ou Médecine, 1973
11. Karl von Frisch*, Physiologie ou Médecine, 1973
12. Max Perutz, Chimie, 1962
13. Wolfgang Pauli, Physique, 1945
14. Richard Kuhn*, Chimie, 1938
15. Otto Loewi*, Physiologie ou Médecine, 1936
16. Victor Francis Hess, Physique, 1936
17. Erwin Schrödinger, Physique, 1933
18. Karl Landsteiner, Physiologie ou Médecine, 1930
19. Julius Wagner-Jauregg, Physiologie ou Médecine, 1927
20. Richard Adolf Zsigmondy, Chimie, 1925
21. Fritz Pregl, né en Autriche-Hongrie, Slovénie en 2018, Chimie, 1923
22. Róbert Bárány, Physiologie ou Médecine, 1914
23. Alfred Hermann Fried, Paix, 1911
24. Bertha von Suttner, né en Autriche-Hongrie, République Tchèque en 2018, Paix, 1905

### Bangladesh
1. Muhammad Yunus, Paix, 2006

### Belgique
1. François Englert, Physique, 2013
2. Ilya Prigogine, né en Russie, Chimie, 1977
3. Christian de Duve, né au Royaume-Uni, Physiologie ou Médecine, 1974
4. Albert Claude, Physiologie ou Médecine, 1974
5. Dominique Pire, Paix, 1958
6. Corneille Heymans, Physiologie ou Médecine, 1938
7. Jules Bordet, Physiologie ou Médecine, 1919
8. Henri La Fontaine, Paix, 1913
9. Maurice Maeterlinck, Littérature, 1911
10. Auguste Beernaert, Paix, 1909
11. Institut de droit international, Paix, 1904

### Biélorussie
1. Svetlana Aleksievitch, Littérature, 2015
2. Jaurès Alferov*, Physique, 2000
3. Alès Bialiatski, Paix, 2022

### Bosnie-Herzégovine
1. Ivo Andrić*, Littérature, 1961

### Bulgarie
1. Elias Canetti*, Littérature, 1981

### Canada
1. Donna Strickland, Physique, 2018
2. Arthur B. McDonald, Physique, 2015
3. Alice Munro, Littérature, 2013
4. Ralph Steinman, Physiologie ou Médecine, 2011
5. Willard Boyle*, Physique, 2009
6. Jack W. Szostak, né au Royaume-Uni, Physiologie ou Médecine, 2009
7. Robert Mundell, Economie, 1999
8. Myron Scholes*, Economie, 1997
9. William Vickrey*, Economie, 1996
10. Mouvement Pugwash, Paix, 1995
11. Bertram Brockhouse, Physique, 1994
12. Michael Smith, né au Royaume-Uni, Chimie, 1993
13. Rudolph A. Marcus*, Chimie, 1992
14. Richard E. Taylor, Physique, 1990
15. Sidney Altman*, Chimie, 1989
16. John Polanyi, né en Allemagne, Chimie, 1986
17. Henry Taube*, Chimie, 1983
18. David H. Hubel*, Physiologie ou Médecine, 1981
19. Saul Bellow*, Littérature, 1976
20. Gerhard Herzberg, né en Allemagne, Chimie, 1971
21. Charles B. Huggins*, Physiologie ou Médecine, 1966
22. Lester B. Pearson, Paix, 1957
23. William Giauque*, Chimie, 1949
24. Frederick G. Banting, Physiologie ou Médecine, 1923
25. John James Rickard Macleod, né en Écosse, Physiologie ou Médecine, 1923
26. Ernest Rutherford, né en Nouvelle-Zélande, Chimie, 1908

### Chili
1. Pablo Neruda, Littérature, 1971
2. Gabriela Mistral, Littérature, 1945

### République populaire de Chine
1. Tu Youyou, Physiologie ou Médecine, 2015
2. Mo Yan, Littérature, 2012
3. Liu Xiaobo, Paix, 2010
4. Charles K. Kao*, Physique, 2009
5. Gao Xingjian*, Littérature, 2000
6. Daniel C. Tsui*, Physique, 1998
7. Chen Ning Yang, Physique, 1957
8. Tsung-Dao Lee, Physique, 1957

### Colombie
1. Juan Manuel Santos, Paix, 2016
2. Gabriel García Márquez, Littérature, 1982

### République démocratique du Congo
1. Denis Mukwege, Paix, 2018

### Corée du Sud
1. Han Kang, Littérature, 2024
2. Kim Dae-jung, Paix, 2000

### Costa Rica
1. Óscar Arias Sánchez, Paix, 1987

### Croatie
1. Vladimir Prelog*, né à Sarajevo, Autriche-Hongrie, maintenant Bosnie-Herzégovine, aussi suisse, Chimie, 1975
2. Lavoslav Ružička*, né en Autriche-Hongrie, maintenant Croatie, Chimie, 1939

### Danemark
1. Jens Christian Skou, Chimie, 1997
2. Niels Kaj Jerne, Physiologie ou Médecine, 1984
3. Aage Bohr, Physique, 1975
4. Ben Roy Mottelson, Physique, 1975
5. Johannes V. Jensen, Littérature, 1944
6. Henrik Dam, Physiologie ou Médecine, 1943
7. Johannes Fibiger, Physiologie ou Médecine, 1926
8. Niels Bohr, Physique, 1922
9. August Krogh, Physiologie ou Médecine, 1920
10. Karl Adolph Gjellerup, Littérature, 1917
11. Henrik Pontoppidan, Littérature, 1917
12. Fredrik Bajer, Paix, 1908
13. Niels Ryberg Finsen, né dans les Îles Féroé, Physiologie ou Médecine, 1903

### Égypte
1. Mohamed ElBaradei, Paix, 2005
2. Ahmed Zewail, Chimie, 1999
3. Naguib Mahfouz, Littérature, 1988
4. Anwar Sadat, Paix, 1978

### Espagne
1. Mario Vargas Llosa, né au Pérou, Littérature, 2010
2. Camilo José Cela, Littérature, 1989
3. Vicente Aleixandre, Littérature, 1977
4. Severo Ochoa*, Physiologie ou Médecine, 1959
5. Juan Ramón Jiménez, Littérature, 1956
6. Jacinto Benavente, Littérature, 1922
7. Santiago Ramón y Cajal, Physiologie ou Médecine, 1906
8. José Echegaray, Littérature, 1904

### États-Unis
1. Drew Weissman, Physiologie ou Médecine, 2023
2. John Clauser, Physique, 2022
3. David Julius, Médecine, 2021
4. Joshua Angrist, Economie, 2021
5. Robert B. Wilson, Économie, 2020
6. Paul Milgrom, Économie, 2020
7. Louise Glück, Littérature, 2020
8. Andrea M. Ghez, Physique, 2020
9. Harvey J. Alter, Physiologie ou Médecine, 2020
10. Charles M. Rice, Physiologie ou Médecine, 2020
11. Jennifer Doudna, Chimie, 2020
12. Esther Duflo, née en France, aussi française, Économie, 2019
13. Abhijit Banerjee, né en Inde, Économie, 2019
14. John B. Goodenough, né en Allemagne, Chimie, 2019
15. James Peebles, né au Canada, Physique, 2019
16. Gregg L. Semenza, Physiologie ou Médecine, 2019
17. William Kaelin Jr., Physiologie ou Médecine, 2019
18. William D. Nordhaus, Économie, 2018
19. Paul Romer, Économie, 2018
20. Frances Arnold, Chimie, 2018
21. George Smith, Chimie, 2018
22. Arthur Ashkin, Physique, 2018
23. James Allison, Physiologie ou Médecine, 2018
24. Richard Thaler, Économie, 2017
25. Joachim Frank, né en Allemagne, Chimie, 2017
26. Rainer Weiss, né en Allemagne, Physique, 2017
27. Kip Thorne, Physique, 2017
28. Barry Barish, Physique, 2017
29. Michael W. Young, Physiologie ou Médecine, 2017
30. Michael Rosbash, Physiologie ou Médecine, 2017
31. Jeffrey C. Hall, Physiologie ou Médecine, 2017
32. Bob Dylan, Littérature, 2016
33. Oliver Hart, né au Royaume-Uni, Économie, 2016
34. James Fraser Stoddart, né au Royaume-Uni, Chimie, 2016
35. F. Duncan M. Haldane, né au Royaume-Uni, Physique, 2016
36. John M. Kosterlitz, né au Royaume-Uni, Physique, 2016
37. Angus Deaton, né au Royaume-Uni, Économie, 2015
38. Paul L. Modrich, Chimie, 2015
39. Aziz Sancar, né en Turquie, Chimie, 2015
40. William C. Campbell, né en Irlande, Physiologie ou Médecine, 2015
41. William Moerner, Chimie, 2014
42. Eric Betzig, Chimie, 2014
43. Shuji Nakamura*, né au Japon, Physique, 2014
44. John O'Keefe*, Physiologie ou Médecine, 2014
45. Robert Shiller, Économie, 2013
46. Lars Peter Hansen, Économie, 2013
47. Eugene Fama, Économie, 2013
48. Arieh Warshel*, né en Israël, Chimie, 2013
49. Michael Levitt*, aussi comme citoyen Israélien, Chimie, 2013
50. Martin Karplus, né en Autriche, Chimie, 2013
51. Randy Schekman, Physiologie ou Médecine, 2013
52. Thomas Südhof, né en Allemagne, Physiologie ou Médecine, 2013
53. James Rothman, Physiologie ou Médecine, 2013
54. Alvin E. Roth, Économie, 2012
55. Lloyd Shapley, Économie, 2012
56. Brian K. Kobilka, Chimie, 2012
57. Robert J. Lefkowitz, Chimie, 2012
58. David J. Wineland, Physique, 2012
59. Christopher A. Sims, Économie, 2011
60. Thomas J. Sargent, Économie, 2011
61. Saul Perlmutter, Physique, 2011
62. Brian P. Schmidt, Physique, 2011
63. Adam G. Riess, Physique, 2011
64. Ralph Steinman, né au Canada, Physiologie ou Médecine, 2011
65. Bruce Beutler, Physiologie ou Médecine, 2011
66. Peter A. Diamond, Économie, 2010
67. Dale Mortensen, Économie, 2010
68. Ei-ichi Negishi, aussi citoyen Japonais, Chimie, 2010
69. Richard F. Heck, Chimie, 2010
70. Elinor Ostrom, Économie, 2009
71. Oliver Williamson, Économie, 2009
72. Barack H. Obama, Paix, 2009
73. Venkatraman Ramakrishnan*, né en Inde, Chimie, 2009
74. Thomas A. Steitz, Chimie, 2009
75. Willard Boyle, né au Canada, Physique, 2009
76. Charles K. Kao, né en Chine, Physique, 2009
77. George E. Smith, Physique, 2009
78. Elizabeth Blackburn, né en Australie, Physiologie ou Médecine, 2009
79. Carol W. Greider, Physiologie ou Médecine, 2009
80. Jack W. Szostak, né au Royaume-Uni, Physiologie ou Médecine, 2009
81. Paul Krugman, Économie, 2008
82. Roger Tsien, Chimie, 2008
83. Martin Chalfie, Chimie, 2008
84. Osamu Shimomura, aussi citoyen Japonais , Chimie, 2008
85. Yoichiro Nambu, né au Japon, Physique, 2008
86. Leonid Hurwicz, né en Russie, Économie, 2007
87. Eric S. Maskin, Économie, 2007
88. Roger Myerson, Économie, 2007
89. Al Gore, Paix, 2007
90. Mario R. Capecchi, né en Italie, Physiologie ou Médecine, 2007
91. Oliver Smithies, né au Royaume-Uni, Physiologie ou Médecine, 2007
92. Roger D. Kornberg, Chimie, 2006
93. John C. Mather, Physique, 2006
94. Edmund S. Phelps, Économie, 2006
95. George F. Smoot, Physique, 2006
96. Andrew Z. Fire, Physiologie ou Médecine, 2006
97. Craig C. Mello, Physiologie ou Médecine, 2006
98. Robert Aumann*, aussi comme citoyen Israélien, Économie, 2005
99. Robert H. Grubbs, Chimie, 2005
100. Richard R. Schrock, Chimie, 2005
101. Thomas Schelling, Économie, 2005
102. John L. Hall, Physique, 2005
103. Roy J. Glauber, Physique, 2005
104. Irwin Rose, Chimie, 2004
105. Edward C. Prescott, Économie, 2004
106. David J. Gross, Physique, 2004
107. H. David Politzer, Physique, 2004
108. Frank Wilczek, Physique, 2004
109. Richard Axel, Physiologie ou Médecine, 2004
110. Linda B. Buck, Physiologie ou Médecine, 2004
111. Peter Agre, Chimie, 2003
112. Roderick MacKinnon, Chimie, 2003
113. Robert F. Engle, Économie, 2003
114. Anthony J. Leggett, né au Royaume-Uni, Physique, 2003
115. Paul C. Lauterbur, Physiologie ou Médecine, 2003
116. Alexei A. Abrikosov, né en Russie, Physique, 2003
117. Daniel Kahneman*, né en Israël, Économie, 2002
118. Vernon L. Smith, Économie, 2002
119. Jimmy Carter, Paix, 2002
120. John Bennett Fenn, Chimie, 2002
121. Raymond Davis Jr., Physique, 2002
122. Riccardo Giacconi, né en Italie, Physique, 2002
123. Sydney Brenner, né en Afrique du sud, Physiologie ou Médecine, 2002
124. H. Robert Horvitz, Physiologie ou Médecine, 2002
125. William S. Knowles, Chimie, 2001
126. K. Barry Sharpless, Chimie, 2001
127. Joseph E. Stiglitz, Économie, 2001
128. George A. Akerlof, Économie, 2001
129. A. Michael Spence, Économie, 2001
130. Eric A. Cornell, Physique, 2001
131. Carl E. Wieman, Physique, 2001
132. Leland H. Hartwell, Physiologie ou Médecine, 2001
133. Alan Heeger, Chimie, 2000
134. Alan MacDiarmid, né en Nouvelle-Zélande, Chimie, 2000
135. James J. Heckman, Économie, 2000
136. Daniel L. McFadden, Économie, 2000
137. Jack Kilby, Physique, 2000
138. Paul Greengard, Physiologie ou Médecine, 2000
139. Eric R. Kandel, né en Autriche, Physiologie ou Médecine, 2000
140. Ahmed H. Zewail, né en Égypte, Chimie, 1999
141. Günter Blobel, né alors en Allemagne, Pologne en 2018, Physiologie ou Médecine, 1999
142. Walter Kohn, né en Autriche, Chimie, 1998
143. Horst Ludwig Störmer, né en Allemagne, Physique, 1998
144. Robert B. Laughlin, Physique, 1998
145. Daniel C. Tsui, né en Chine, Physique, 1998
146. Robert F. Furchgott, Physiologie ou Médecine, 1998
147. Louis J. Ignarro, Physiologie ou Médecine, 1998
148. Ferid Murad, Physiologie ou Médecine, 1998
149. Paul D. Boyer, Chimie, 1997
150. Robert C. Merton, Économie, 1997
151. Myron Scholes, né au Canada, Économie, 1997
152. Jody Williams, Paix, 1997
153. Steven Chu, Physique, 1997
154. William D. Phillips, Physique, 1997
155. Stanley B. Prusiner, Physiologie ou Médecine, 1997
156. Richard E. Smalley, Chimie, 1996
157. Robert Curl, Chimie, 1996
158. William Vickrey, né au Canada, Économie, 1996
159. David M. Lee, Physique, 1996
160. Douglas D. Osheroff, Physique, 1996
161. Robert C. Richardson, Physique, 1996
162. Mario J. Molina, né au Mexique, Chimie, 1995
163. F. Sherwood Rowland, Chimie, 1995
164. Robert E. Lucas, Économie, 1995
165. Martin L. Perl, Physique, 1995
166. Frederick Reines, Physique, 1995
167. Edward B. Lewis, Physiologie ou Médecine, 1995
168. Eric F. Wieschaus, Physiologie ou Médecine, 1995
169. George Andrew Olah, né en Hongrie, Chimie, 1994
170. John Charles Harsanyi, né en Hongrie, Économie, 1994
171. John Forbes Nash, Économie, 1994
172. Clifford G. Shull, Physique, 1994
173. Alfred G. Gilman, Physiologie ou Médecine, 1994
174. Martin Rodbell, Physiologie ou Médecine, 1994
175. Kary B. Mullis, Chimie, 1993
176. Robert W. Fogel, Économie, 1993
177. Douglass C. North, Économie, 1993
178. Toni Morrison, Littérature, 1993
179. Russell A. Hulse, Physique, 1993
180. Joseph Hooton Taylor, Physique, 1993
181. Phillip A. Sharp, Physiologie ou Médecine, 1993
182. Rudolph A. Marcus, né au Canada, Chimie, 1992
183. Gary S. Becker, Économie, 1992
184. Edmond H. Fischer, né en Chine, Physiologie ou Médecine, 1992
185. Edwin G. Krebs, Physiologie ou Médecine, 1992
186. Ronald Coase, né au Royaume-Uni, Économie, 1991
187. Elias James Corey, Chimie, 1990
188. Merton H. Miller, Économie, 1990
189. William F. Sharpe, Économie, 1990
190. Harry M. Markowitz, Économie, 1990
191. Jerome I. Friedman, Physique, 1990
192. Henry W. Kendall, Physique, 1990
193. Joseph E. Murray, Physiologie ou Médecine, 1990
194. E. Donnall Thomas, Physiologie ou Médecine, 1990
195. Sidney Altman, né au Canada, Chimie, 1989
196. Thomas R. Cech, Chimie, 1989
197. Hans G. Dehmelt, né en Allemagne, Physique, 1989
198. Norman F. Ramsey, Physique, 1989
199. J. Michael Bishop, Physiologie ou Médecine, 1989
200. Harold E. Varmus, Physiologie ou Médecine, 1989
201. Leon M. Lederman, Physique, 1988
202. Melvin Schwartz, Physique, 1988
203. Jack Steinberger, né en Allemagne, Physique, 1988
204. Gertrude B. Elion, Physiologie ou Médecine, 1988
205. George H. Hitchings, Physiologie ou Médecine, 1988
206. Charles J. Pedersen, né en Corée, Chimie, 1987
207. Donald J. Cram, Chimie, 1987
208. Robert M. Solow, Économie, 1987
209. Joseph Brodsky, né en Russie, Littérature, 1987
210. Dudley R. Herschbach, Chimie, 1986
211. Yuan T. Lee, né à Taïwan, Chimie, 1986
212. James M. Buchanan, Économie, 1986
213. Elie Wiesel, né en Roumanie, Paix, 1986
214. Stanley Cohen, Physiologie ou Médecine, 1986
215. Rita Levi-Montalcini, né en Italie, Physiologie ou Médecine, 1986
216. Jerome Karle, Chimie, 1985
217. Herbert A. Hauptman, Chimie, 1985
218. Franco Modigliani, né en Italie, Économie, 1985
219. Michael S. Brown, Physiologie ou Médecine, 1985
220. Joseph L. Goldstein, Physiologie ou Médecine, 1985
221. Bruce Merrifield, Chimie, 1984
222. Henry Taube, né au Canada, Chimie, 1983
223. Gérard Debreu, né en France, Économie, 1983
224. William A. Fowler, Physique, 1983
225. Subrahmanyan Chandrasekhar*, né en Inde, Physique, 1983
226. Barbara McClintock, Physiologie ou Médecine, 1983
227. George J. Stigler, Économie, 1982
228. Kenneth G. Wilson, Physique, 1982
229. Roald Hoffmann, né alors en Pologne, Ukraine en 2018, Chimie, 1981
230. James Tobin, Économie, 1981
231. Nicolaas Bloembergen, né aux Pays-bas, Physique, 1981
232. Arthur L. Schawlow, Physique, 1981
233. David H. Hubel, né au Canada, Physiologie ou Médecine, 1981
234. Roger W. Sperry, Physiologie ou Médecine, 1981
235. Walter Gilbert, Chimie, 1980
236. Paul Berg, Chimie, 1980
237. Lawrence R. Klein, Économie, 1980
238. Czesław Miłosz*, né dans l'Empire russe, Lituanie en 2018, Littérature, 1980
239. James Watson Cronin, Physique, 1980
240. Val Fitch, Physique, 1980
241. Baruj Benacerraf, né au Venezuela, Physiologie ou Médecine, 1980
242. George D. Snell, Physiologie ou Médecine, 1980
243. Herbert C. Brown, né au Royaume-Uni, Chimie, 1979
244. Theodore Schultz, Économie, 1979
245. Steven Weinberg, Physique, 1979
246. Sheldon Glashow, Physique, 1979
247. Allan M. Cormack, né en Afrique du sud, Physiologie ou Médecine, 1979
248. Herbert A. Simon, Économie, 1978
249. Isaac Bashevis Singer, né dans l'Empire russe, Pologne en 2018, Littérature, 1978
250. Robert Woodrow Wilson, Physique, 1978
251. Arno Penzias, né en Allemagne, Physique, 1978
252. Hamilton O. Smith, Physiologie ou Médecine, 1978
253. Daniel Nathans, Physiologie ou Médecine, 1978
254. Philip Anderson, Physique, 1977
255. John H. van Vleck, Physique, 1977
256. Roger Guillemin, né en France, Physiologie ou Médecine, 1977
257. Andrzej W. Schally, né alors en Pologne, Lituanie en 2018, Physiologie ou Médecine, 1977
258. Rosalyn Yalow, Physiologie ou Médecine, 1977
259. William Lipscomb, Chimie, 1976
260. Milton Friedman, Économie, 1976
261. Saul Bellow, né au Canada, Littérature, 1976
262. Burton Richter, Physique, 1976
263. Samuel C. C. Ting, Physique, 1976
264. Baruch S. Blumberg, Physiologie ou Médecine, 1976
265. Daniel Carleton Gajdusek, Physiologie ou Médecine, 1976
266. Tjalling C. Koopmans, né aux Pays-bas, Économie, 1975
267. Ben Roy Mottelson*, Physique, 1975
268. James Rainwater, Physique, 1975
269. David Baltimore, Physiologie ou Médecine, 1975
270. Renato Dulbecco, né en Italie, Physiologie ou Médecine, 1975
271. Howard Martin Temin, Physiologie ou Médecine, 1975
272. Paul J. Flory, Chimie, 1974
273. George E. Palade, né en Roumanie, Physiologie ou Médecine, 1974
274. Wassily Leontief, né en Allemagne, Économie, 1973
275. Henry Kissinger, né en Allemagne, Paix, 1973
276. Ivar Giaever, Norway, Physique, 1973
277. Christian Anfinsen, Chimie, 1972
278. Stanford Moore, Chimie, 1972
279. William H. Stein, Chimie, 1972
280. Kenneth J. Arrow, Économie, 1972
281. John Bardeen, Physique, 1972
282. Leon N. Cooper, Physique, 1972
283. Robert Schrieffer, Physique, 1972
284. Gerald Edelman, Physiologie ou Médecine, 1972
285. Simon Kuznets, né alors en Russie, Biélorussie en 2018, Économie, 1971
286. Earl W. Sutherland Jr., Physiologie ou Médecine, 1971
287. Paul A. Samuelson, Économie, 1970
288. Norman Borlaug, Paix, 1970
289. Julius Axelrod, Physiologie ou Médecine, 1970
290. Murray Gell-Mann, Physique, 1969
291. Max Delbrück, né en Allemagne, Physiologie ou Médecine, 1969
292. Alfred Hershey, Physiologie ou Médecine, 1969
293. Salvador Luria, né en Italie, Physiologie ou Médecine, 1969
294. Lars Onsager, né en Norvège, Chimie, 1968
295. Luis Alvarez, Physique, 1968
296. Robert W. Holley, Physiologie ou Médecine, 1968
297. Har Gobind Khorana*, né en Inde, Physiologie ou Médecine, 1968
298. Marshall Warren Nirenberg, Physiologie ou Médecine, 1968
299. Hans Bethe, né alors en Allemagne, France en 2018, Physique, 1967
300. Haldan Keffer Hartline, Physiologie ou Médecine, 1967
301. George Wald, Physiologie ou Médecine, 1967
302. Robert S. Mulliken, Chimie, 1966
303. Charles B. Huggins, né au Canada, Physiologie ou Médecine, 1966
304. Francis Peyton Rous, Physiologie ou Médecine, 1966
305. Robert B. Woodward, Chimie, 1965
306. Richard P. Feynman, Physique, 1965
307. Julian Schwinger, Physique, 1965
308. Martin Luther King, Jr., Paix, 1964
309. Charles H. Townes, Physique, 1964
310. Konrad Bloch, né alors en Allemagne, Pologne en 2018, Physiologie ou Médecine, 1964
311. Maria Goeppert-Mayer, né alors en Allemagne, Pologne en 2018, Physique, 1963
312. Eugene Wigner, né en Hongrie, Physique, 1963
313. John Steinbeck, Littérature, 1962
314. Linus C. Pauling, Paix, 1962
315. James D. Watson, Physiologie ou Médecine, 1962
316. Melvin Calvin, Chimie, 1961
317. Robert Hofstadter, Physique, 1961
318. Georg von Békésy, né en Hongrie, Physiologie ou Médecine, 1961
319. Willard F. Libby, Chimie, 1960
320. Donald A. Glaser, Physique, 1960
321. Owen Chamberlain, Physique, 1959
322. Emilio Segrè, né en Italie, Physique, 1959
323. Arthur Kornberg, Physiologie ou Médecine, 1959
324. Severo Ochoa, né en Espagne, Physiologie ou Médecine, 1959
325. George Beadle, Physiologie ou Médecine, 1958
326. Joshua Lederberg, Physiologie ou Médecine, 1958
327. Edward Tatum, Physiologie ou Médecine, 1958
328. Chen Ning Yang, né en Chine, Physique, 1957
329. Tsung-Dao Lee, né en Chine, Physique, 1957
330. William Shockley, Physique, 1956
331. John Bardeen, Physique, 1956
332. Walter Houser Brattain, né en Chine, Physique, 1956
333. Dickinson W. Richards, Physiologie ou Médecine, 1956
334. André Cournand, né en France, Physiologie ou Médecine, 1956
335. Vincent du Vigneaud, Chimie, 1955
336. Willis E. Lamb, Physique, 1955
337. Polykarp Kusch, né en Allemagne, Physique, 1955
338. Linus C. Pauling, Chimie, 1954
339. Ernest Hemingway, Littérature, 1954
340. John F. Enders, Physiologie ou Médecine, 1954
341. Frederick C. Robbins, Physiologie ou Médecine, 1954
342. Thomas H. Weller, Physiologie ou Médecine, 1954
343. George C. Marshall, Paix, 1953
344. Fritz Lipmann, né alors en Allemagne, Russie en 2018, Physiologie ou Médecine, 1953
345. E. M. Purcell, Physique, 1952
346. Felix Bloch, né en Suisse, Physique, 1952
347. Selman Waksman, né dans l'Empire russe, Ukraine en 2018, Physiologie ou Médecine, 1952
348. Edwin M. McMillan, Chimie, 1951
349. Glenn Theodore Seaborg, Chimie, 1951
350. Ralph J. Bunche, Paix, 1950
351. Philip S. Hench, Physiologie ou Médecine, 1950
352. Edward C. Kendall, Physiologie ou Médecine, 1950
353. William Giauque, né au Canada, Chimie, 1949
354. William Faulkner, Littérature, 1949
355. T. S. Eliot*, Littérature, 1948
356. American Friends Service Committee (The Quakers), Paix, 1947
357. Carl Cori, né en Autriche, Physiologie ou Médecine, 1947
358. Gerty Cori, né en Autriche, Physiologie ou Médecine, 1947
359. Wendell M. Stanley, Chimie, 1946
360. James B. Sumner, Chimie, 1946
361. John H. Northrop, Chimie, 1946
362. Emily G. Balch, Paix, 1946
363. John R. Mott, Paix, 1946
364. Percy W. Bridgman, Physique, 1946
365. Hermann J. Muller, Physiologie ou Médecine, 1946
366. Cordell Hull, Paix, 1945
367. Isidor Isaac Rabi, né en Autriche, Physique, 1944
368. Joseph Erlanger, Physiologie ou Médecine, 1944
369. Herbert Gasser, Physiologie ou Médecine, 1944
370. Otto Stern, né alors en Allemagne, Pologne en 2018, Physique, 1943
371. Edward A. Doisy, Physiologie ou Médecine, 1943
372. Ernest Lawrence, Physique, 1939
373. Pearl S. Buck, Littérature, 1938
374. Clinton Davisson, Physique, 1937
375. Eugene O'Neill, Littérature, 1936
376. Carl Anderson, Physique, 1936
377. Harold C. Urey, Chimie, 1934
378. George Minot, Physiologie ou Médecine, 1934
379. William Murphy, Physiologie ou Médecine, 1934
380. George Whipple, Physiologie ou Médecine, 1934
381. Thomas Morgan, Physiologie ou Médecine, 1933
382. Irving Langmuir, Chimie, 1932
383. Jane Addams, Paix, 1931
384. Nicholas Butler, Paix, 1931
385. Sinclair Lewis, Littérature, 1930
386. Frank B. Kellogg, Paix, 1929
387. Arthur H. Compton, Physique, 1927
388. Charles G. Dawes, Paix, 1925
389. Robert A. Millikan, Physique, 1923
390. Woodrow Wilson, Paix, 1919
391. Theodore W. Richards, Chimie, 1914
392. Elihu Root, Paix, 1912
393. Albert A. Michelson, né alors en Allemagne, Pologne en 2018, Physique, 1907
394. Theodore Roosevelt, Paix, 1906

### Éthiopie
1. Abiy Ahmed, Paix, 2019

### Îles Féroé
1. Niels Ryberg Finsen*, aussi danois, Physiologie ou Médecine, 1903

### Finlande
1. Bengt Holmström, Économie, 2016
2. Martti Ahtisaari, Paix, 2008
3. Ragnar Granit, né dans le grand-duché de Finlande, partie de l'Empire russe en 1809–1917, Physiologie ou Médecine, 1967
4. Artturi Ilmari Virtanen, né dans le grand-duché de Finlande, partie de l'Empire russe en 1809–1917, Chimie, 1945
5. Frans Eemil Sillanpää, né dans le grand-duché de Finlande, partie de l'Empire russe en 1809–1917, Littérature, 1939

### France
1. Moungi G. Bawendi, Chimie, 2023
2. Anne L'Huillier, Physique, 2023
3. Pierre Agostini, Physique, 2023
4. Annie Ernaux, Littérature, 2022
5. Alain Aspect, Physique, 2022
6. Emmanuelle Charpentier, Chimie, 2020
7. Esther Duflo, Économie, 2019
8. Gérard Mourou, Physique, 2018
9. Jean-Pierre Sauvage, Chimie, 2016
10. Jean Tirole, Économie, 2014
11. Patrick Modiano, Littérature, 2014
12. Serge Haroche, né au Protectorat français au Maroc, Physique, 2012
13. Jules A. Hoffmann, né au Luxembourg, Physiologie ou Médecine, 2011
14. Jean-Marie Le Clézio, Littérature, 2008
15. Luc Montagnier, Physiologie ou Médecine, 2008
16. Françoise Barré-Sinoussi, Physiologie ou Médecine, 2008
17. Albert Fert, Physique, 2007
18. Yves Chauvin, Chimie, 2005
19. Gao Xingjian, né en Chine, Littérature, 2000
20. Médecins sans frontières, Paix, 1999
21. Claude Cohen-Tannoudji, né en Algérie française, Physique, 1997
22. Georges Charpak, né sur une partie du territoire de la seconde République Polonaise devenue Ukraine, Physique, 1992
23. Pierre-Gilles de Gennes, Physique, 1991
24. Maurice Allais, Économie, 1988
25. Jean-Marie Lehn, Chimie, 1987
26. Claude Simon, Littérature, 1985
27. Gérard Debreu, Économie, 1983
28. Jean Dausset, Physiologie ou Médecine, 1980
29. Roger Guillemin*, Physiologie ou Médecine, 1977
30. Seán MacBride*, Paix, 1974
31. Louis Néel, Physique, 1970
32. Luis Federico Leloir*, Chimie, 1970
33. René Cassin, Paix, 1968
34. Alfred Kastler, Physique, 1966
35. François Jacob, Physiologie ou Médecine, 1965
36. Jacques Monod, Physiologie ou Médecine, 1965
37. André Lwoff, Physiologie ou Médecine, 1965
38. Jean-Paul Sartre, (a décliné le prix), Littérature, 1964
39. Saint-John Perse, Littérature, 1960
40. Albert Camus, né en Algérie française, Littérature, 1957
41. André Frédéric Cournand, Physiologie ou Médecine, 1956
42. François Mauriac, Littérature, 1952
43. Albert Schweitzer, né en Alsace, alors dans l'Empire allemand, Paix, 1952
44. Léon Jouhaux, Paix, 1951
45. André Gide, Littérature, 1947
46. Roger Martin du Gard, Littérature, 1937
47. Frédéric Joliot-Curie, Chimie, 1935
48. Irène Joliot-Curie, Chimie, 1935
49. Ivan Bounine, né en Russie, Littérature, 1933
50. Louis de Broglie, Physique, 1929
51. Charles Nicolle, Physiologie ou Médecine, 1928
52. Henri Bergson, Littérature, 1927
53. Ferdinand Buisson, Paix, 1927
54. Aristide Briand, Paix, 1926
55. Jean Baptiste Perrin, Physique, 1926
56. Anatole France, Littérature, 1921
57. Léon Bourgeois, Paix, 1920
58. Romain Rolland, Littérature, 1915
59. Alfred Werner*, Chimie, 1913
60. Charles Richet, Physiologie ou Médecine, 1913
61. Alexis Carrel, Physiologie ou Médecine, 1912
62. Paul Sabatier, Chimie, 1912
63. Victor Grignard, Chimie, 1912
64. Marie Curie, née à Varsovie, dans une partie de l'Empire russe redevenue Pologne, Chimie, 1911
65. Paul-Henri-Benjamin d'Estournelles de Constant, Paix, 1909
66. Gabriel Lippmann, né au Luxembourg, Physique, 1908
67. Charles Louis Alphonse Laveran, Physiologie ou Médecine, 1907
68. Louis Renault, Paix, 1907
69. Henri Moissan, Chimie, 1906
70. Frédéric Mistral, Littérature, 1904
71. Antoine Henri Becquerel, Physique, 1903
72. Pierre Curie, Physique, 1903
73. Marie Curie, née à Varsovie, dans une partie de l'Empire russe redevenue Pologne, Physique, 1903
74. Henry Dunant, né en Suisse, Paix, 1901
75. Frédéric Passy, Paix, 1901
76. Sully Prudhomme, Littérature, 1901

### Ghana
1. Kofi Annan, Paix, 2001

### Grèce
1. Odysseas Elytis, Littérature, 1979
2. Giorgos Seferis, Littérature, 1963

### Guatemala
1. Rigoberta Menchú, Paix, 1992
2. Miguel Ángel Asturias, Littérature, 1967

### Hong Kong
1. Charles K. Kao, Physique, 2009

### Hongrie
1. Ferenc Krausz,  aussi comme citoyen autrichien, Physique, 2023
2. Katalin Kariko, Physiologie ou Médecine, 2023
3. Avram Hershko*, aussi comme citoyen israélien, Chimie, 2004
4. Imre Kertész, Littérature, 2002
5. George Andrew Olah, Chimie, 1994
6. John Harsanyi, Économie, 1994
7. John Polanyi, né en Allemagne, Chimie, 1986
8. Dennis Gabor, Physique, 1971
9. Eugene Wigner, Physique, 1963
10. Georg von Békésy, Physiologie ou Médecine, 1961
11. George de Hevesy, Chimie, 1943
12. Albert Szent-Györgyi, Physiologie ou Médecine, 1937
13. Richard Adolf Zsigmondy, Chimie, 1925
14. Róbert Bárány, né en Autriche-Hongrie, Médecine, 1914
15. Philipp Lenard, Physique, 1905

### Inde
1. Kailash Satyarthi, Paix, 2014
2. Amartya Sen, Economic Sciences, 1998
3. Subrahmanyan Chandrasekhar*, aussi comme citoyen des États-Unis, Physique, 1983
4. Mère Teresa, née Uskup (Skopje en 2018), Empire Ottoman, République de Macédoine en 2018, Paix, 1979
5. Har Gobind Khorana*, aussi comme citoyen des États-Unis, Physiologie ou Médecine, 1968
6. C. V. Raman, Physique, 1930
7. Rabindranath Tagore, Littérature, 1913
8. Rudyard Kipling*, Littérature, 1907
9. Ronald Ross*, Physiologie ou Médecine, 1902

### Irak
1. Nadia Murad, Paix, 2018

### Iran
1. Shirin Ebadi, Paix, 2003

### Irlande
1. William C. Campbell, Physiologie ou Médecine, 2015
2. John Hume, Paix, 1998
3. David Trimble, Paix, 1998
4. Seamus Heaney, Littérature, 1995
5. Mairead Corrigan, Paix, 1976
6. Betty Williams, Paix, 1976
7. Seán MacBride, Paix, 1974
8. Samuel Beckett, Littérature, 1969
9. Ernest Walton, Physique, 1951
10. George Bernard Shaw*, Littérature, 1925
11. W. B. Yeats, Littérature, 1923

### Islande
1. Halldór Laxness, Littérature, 1955

### Israël
1. Arieh Warshel, Chimie, 2013
2. Michael Levitt, né en Afrique du sud, Chimie, 2013
3. Dan Shechtman, Chimie, 2011
4. Ada Yonath, Chimie, 2009
5. Robert Aumann, né en Allemagne, Economie, 2008
6. Aaron Ciechanover, Chimie, 2004
7. Avram Hershko, né en Hongrie, Chimie, 2004
8. Daniel Kahneman, Economie, 2002
9. Yitzhak Rabin, Paix, 1994
10. Shimon Peres, né alors en Pologne, Biélorussie en 2018, Paix, 1994
11. Menachem Begin, né alors en Russie, Biélorussie en 2018, Paix, 1978
12. Shmuel Yosef Agnon, né alors en Autriche-Hongrie, Ukraine en 2018, Littérature, 1966

### Italie
1. Giosuè Carducci, Littérature, 1906
2. Camillo Golgi, Physiologie ou Médecine, 1906
3. Ernesto Teodoro Moneta, Paix, 1907
4. Guglielmo Marconi, Physique, 1909
5. Grazia Deledda, Littérature, 1926
6. Luigi Pirandello, Littérature, 1934
7. Enrico Fermi, Physique, 1938
8. Daniel Bovet, né en Suisse, Physiologie ou Médecine, 1957
9. Salvatore Quasimodo, Littérature, 1959
10. Emilio Segrè*, Physique, 1959
11. Giulio Natta, Chimie, 1963
12. Salvador Luria*, Physiologie ou Médecine, 1969
13. Renato Dulbecco*, Physiologie ou Médecine, 1975
14. Eugenio Montale, Littérature, 1975
15. Carlo Rubbia, Physique, 1984
16. Franco Modigliani*, Economie, 1985
17. Rita Levi-Montalcini, Physiologie ou Médecine, 1986
18. Dario Fo, Littérature, 1997
19. Riccardo Giacconi*, Physique, 2002
20. Mario Capecchi*, Physiologie ou Médecine, 2007
21. Giorgio Parisi*, Physique, 2021

### Japon
1. Syukuro Manabe, Physique, 2021
2. Akira Yoshino, Chimie, 2019
3. Tasuku Honjo, Physiologie ou Médecine, 2018
4. Kazuo Ishiguro*,Littérature, 2017
5. Yoshinori Ohsumi, Physiologie ou Médecine, 2016
6. Takaaki Kajita, Physique, 2015
7. Satoshi Ōmura, Physiologie ou Médecine, 2015
8. Shuji Nakamura*, Physique, 2014
9. Hiroshi Amano, Physique, 2014
10. Isamu Akasaki, Physique, 2014
11. Shinya Yamanaka, Physiologie ou Médecine, 2012
12. Akira Suzuki, Chimie, 2010
13. Ei-ichi Negishi, né en Chine, Chimie, 2010
14. Osamu Shimomura, Chimie, 2008
15. Toshihide Maskawa, Physique, 2008
16. Makoto Kobayashi, Physique, 2008
17. Yoichiro Nambu*, Physique, 2008
18. Koichi Tanaka, Chimie, 2002
19. Masatoshi Koshiba, Physique, 2002
20. Ryōji Noyori, Chimie, 2001
21. Hideki Shirakawa, Chimie, 2000
22. Kenzaburō Ōe, Littérature, 1994
23. Susumu Tonegawa, Physiologie ou Médecine, 1987
24. Kenichi Fukui, Chimie, 1981
25. Eisaku Satō, Paix, 1974
26. Leo Esaki, Physique, 1973
27. Yasunari Kawabata, Littérature, 1968
28. Sin-Itiro Tomonaga, Physique, 1965
29. Hideki Yukawa, Physique, 1949

### Kenya
1. Wangari Maathai, Paix, 2004

### Liberia
1. Ellen Johnson Sirleaf, Paix, 2011
2. Leymah Gbowee, Paix, 2011

### Lituanie
1. Aaron Klug*, Chimie, 1982
2. Czesław Miłosz*, Littérature, 1980

### Luxembourg
1. Jules A. Hoffmann*, Physiologie ou Médecine, 2011
2. Gabriel Lippmann*, Physique, 1908

### Macédoine du Nord
1. Mère Teresa, née à Uskup (aujourd'hui Skopje), dans l'Empire ottoman (aujourd'hui en Macédoine du Nord), Paix, 1979

### Mexique
1. Mario José Molina Henríquez*, Chimie, 1995
2. Octavio Paz Lozano, Littérature, 1990
3. Alfonso García Robles, Paix, 1982

### Myanmar (Birmanie)
1. Aung San Suu Kyi, Paix, 1991

### Nouvelle-Zélande
1. Alan MacDiarmid, Chimie, 2000
2. Ernest Rutherford, Chimie, 1908
3. Maurice Wilkins, Physiologie ou Médecine, 1962

### Nigeria
1. Wole Soyinka, Littérature, 1986

### Norvège
1. May-Britt Moser, Physiologie ou Médecine, 2014
2. Edvard Moser, Physiologie ou Médecine, 2014
3. Finn E. Kydland, Économie, 2004
4. Trygve Haavelmo, Économie, 1989
5. Ivar Giaever, Physique, 1973
6. Ragnar Frisch, Économie, 1969
7. Odd Hassel, Chimie, 1969
8. Lars Onsager, Chimie, 1968
9. Sigrid Undset, Littérature, 1928
10. Fridtjof Nansen, Paix, 1922
11. Christian Lous Lange, Paix, 1921
12. Knut Hamsun, Littérature, 1920
13. Bjørnstjerne Bjørnson, Littérature, 1903

### Pakistan
1. Malala Yousafzai, Paix, 2014
2. Abdus Salam, né dans l'Inde Britannique, Pakistan en 2018, Physique, 1979

### Palestine
1. Yasser Arafat, né au Caire, Égypte, Paix, 1994

### Pays-Bas
1. Guido Imbens, Economie, 2021
2. Ben Feringa, Chimie, 2016
3. Organisation pour l'interdiction des armes chimiques, Paix, 2013
4. Andre Geim, né en Union soviétique, Russie en 2018, Physique, 2010
5. Martinus Veltman, Physique, 1999
6. Gerard 't Hooft, Physique, 1999
7. Paul J. Crutzen, Chimie, 1995
8. Simon van der Meer, Physique, 1984
9. Nicolaas Bloembergen*, Physique, 1981
10. Tjalling Koopmans, Économie, 1975
11. Nikolaas Tinbergen*, Physiologie ou Médecine, 1973
12. Jan Tinbergen, Économie, 1969
13. Frederik Zernike, Physique, 1953
14. Peter Debye, Chimie, 1936
15. Christiaan Eijkman, Physiologie ou Médecine, 1929
16. Willem Einthoven, Physiologie ou Médecine, 1924
17. Heike Kamerlingh Onnes, Physique, 1913
18. Tobias Asser, Paix, 1911
19. Johannes Diderik van der Waals, Physique, 1910
20. Pieter Zeeman, Physique, 1902
21. Hendrik Lorentz, Physique, 1902
22. Jacobus Henricus van 't Hoff, Chimie, 1901

### Pérou
1. Mario Vargas Llosa*, Littérature, 2010

### Pologne
1. Olga Tokarczuk, Littérature, 2018
2. Leonid Hurwicz*, né à Moscou en Union soviétique, devenue Russie, aussi citoyen américain, Économie, 2007
3. Wisława Szymborska, née sur le territoire de la seconde république de Pologne, Littérature, 1996
4. Joseph Rotblat*, né à Varsovie alors dans l'Empire russe, redevenue Pologne, Paix, 1995
5. Shimon Peres*,  né à Wiszniew sur le territoire de la seconde république de Pologne passé en Biélorussie, aussi citoyen israélien, Paix, 1994
6. Lech Wałęsa, né au Reichsgau Danzig Westpreußen redevenu Pologne, Paix, 1983
7. Roald Hoffmann*, né sur une partie du territoire de la seconde république de Pologne devenu Ukraine, Chimie, 1981
8. Czesław Miłosz, né dans une partie de l'Empire russe devenue Lituanie, Littérature, 1980
9. Isaac Bashevis Singer*, né dans une partie de l'Empire russe redevenue Pologne, Littérature, 1978
10. Andrew Schally*, né à Wilno dans la seconde république de Pologne devenue Vilnius en Lituanie, Physiologie ou Médecine, 1977
11. Tadeusz Reichstein*, né Włocławek dans une partie de l'Empire russe redevenue Pologne, Physiologie ou Médecine, 1950
12. Władysław Reymont, né au royaume de Pologne, Littérature, 1924
13. Marie Skłodowska-Curie, née à Varsovie dans une partie de l'Empire russe redevenue Pologne, aussi citoyenne française, Chimie, 1911
14. Henryk Sienkiewicz, né à Wola Okrzejska dans le royaume de Pologne, Littérature, 1905
15. Marie Skłodowska-Curie, née à Varsovie dans une partie de l'Empire russe redevenue Pologne, aussi citoyenne française, Physique, 1903

### Portugal
1. José Saramago, Littérature, 1998
2. Carlos Filipe Ximenes Belo*, né au Timor Portugais, Timor oriental en 2018, Paix, 1996
3. José Ramos-Horta*, né au Timor Portugais, Timor oriental en 2018, Paix, 1996
4. Egas Moniz, Physiologie ou Médecine, 1949

### Roumanie
1. Stefan Hell*, Chimie, 2014
2. Herta Müller*, Littérature, 2009
3. Elie Wiesel*, Paix, 1986
4. George E. Palade*, Physiologie ou Médecine, 1974

### Royaume-Uni
1. David MacMillan, Chimie, 2021
2. Roger Penrose, Physique, 2020
3. Michael Houghton, Physiologie ou Médecine, 2020
4. Stanley Whittingham, Chimie, 2019
5. Peter J. Ratcliffe, Physiologie ou Médecine, 2019
6. Gregory Winter, Chimie, 2018
7. Kazuo Ishiguro, né au Japon, Littérature, 2017
8. Richard Henderson, Chimie, 2017
9. Oliver Hart, Économie, 2016
10. James Fraser Stoddart, Chimie, 2016
11. David J. Thouless, Physique, 2016
12. F. Duncan M. Haldane, Physique, 2016
13. John M. Kosterlitz, Physique, 2016
14. Angus Deaton, Économie, 2015
15. Tomas Lindahl, né en Suède, Chimie, 2015
16. John O'Keefe, né aux États-Unis, Physiologie ou Médecine, 2014
17. Michael Levitt*, aussi comme citoyen israélien, Chimie, 2013
18. Peter Higgs, Physique, 2013
19. John Gurdon, Physiologie ou Médecine, 2012
20. Christopher A. Pissarides, né à Chypre, Économie, 2010
21. Konstantin Novoselov, né en Russie, Physique, 2010
22. Robert Edwards, Physiologie ou Médecine, 2010
23. Venkatraman Ramakrishnan, né en Inde, Chimie, 2009
24. Charles K. Kao*, Physique, 2009
25. Doris Lessing, née en Iran, Littérature, 2007
26. Martin Evans, Physiologie ou Médecine, 2007
27. Oliver Smithies*, Physiologie ou Médecine, 2007
28. Harold Pinter, Littérature, 2005
29. Clive W. J. Granger*, Économie, 2003
30. Anthony J. Leggett*, Physique, 2003
31. Peter Mansfield, Physiologie ou Médecine, 2003
32. Sydney Brenner, né en Afrique du sud, Physiologie ou Médecine, 2002
33. John E. Sulston, Physiologie ou Médecine, 2002
34. Tim Hunt, Physiologie ou Médecine, 2001
35. Paul Nurse, Physiologie ou Médecine, 2001
36. V. S. Naipaul, né à Trinidad, Littérature, 2001
37. David Trimble, Paix, 1998
38. John Pople, Chimie, 1998
39. John E. Walker, Chimie, 1997
40. Harold Kroto, Chimie, 1996
41. James Mirrlees, Économie, 1996
42. Joseph Rotblat*, né dans l'Empire russe, Pologne en 2018, Paix, 1995
43. Richard J. Roberts, Physiologie ou Médecine, 1993
44. Michael Smith*, Chimie, 1993
45. Ronald Coase, basé aux États-Unis, Économie, 1991
46. James W. Black, Physiologie ou Médecine, 1988
47. Niels Kaj Jerne*, Physiologie ou Médecine, 1984
48. César Milstein, né en Argentine, Physiologie ou Médecine, 1984
49. Richard Stone, Économie, 1984
50. William Golding, Littérature, 1983
51. Aaron Klug, né en Lituanie, Chimie, 1982
52. John Robert Vane, Physiologie ou Médecine, 1982
53. Elias Canetti, né en Bulgarie, Littérature, 1981
54. Frederick Sanger, Chimie, 1980
55. Arthur Lewis, né à St. Lucie, Économie, 1979
56. Godfrey Hounsfield, Physiologie ou Médecine, 1979
57. Peter D. Mitchell, Chimie, 1978
58. James Meade, Économie, 1977
59. Nevill Francis Mott, Physique, 1977
60. Amnesty International, Paix, 1977
61. Mairead Corrigan, Paix, 1976
62. Betty Williams, Paix, 1976
63. John Cornforth, né en Australie, Chimie, 1975
64. Christian de Duve*, Physiologie ou Médecine, 1974
65. Friedrich Hayek, né en Autriche, Économie, 1974
66. Martin Ryle, Physique, 1974
67. Antony Hewish, Physique, 1974
68. Patrick White*, Littérature, 1973
69. Geoffrey Wilkinson, Chimie, 1973
70. Brian David Josephson, Physique, 1973
71. Rodney Robert Porter, Physiologie ou Médecine, 1972
72. John Hicks, Économie, 1972
73. Dennis Gabor, né en Hongrie, Physique, 1971
74. Bernard Katz, né en Allemagne, Physiologie ou Médecine, 1970
75. Derek Harold Richard Barton, Chimie, 1969
76. Ronald George Wreyford Norrish, Chimie, 1967
77. George Porter, Chimie, 1967
78. Dorothy Crowfoot Hodgkin, Chimie, 1964
79. Andrew Huxley, Physiologie ou Médecine, 1963
80. Alan Lloyd Hodgkin, Physiologie ou Médecine, 1963
81. John Kendrew, Chimie, 1962
82. Max Perutz, né en Autriche, Chimie, 1962
83. Francis Crick, Physiologie ou Médecine, 1962
84. Maurice Wilkins, né en Nouvelle-Zélande, Physiologie ou Médecine, 1962
85. Peter Medawar, né au Brésil, Physiologie ou Médecine, 1960
86. Philip J. Noel-Baker, Paix, 1959
87. Frederick Sanger, Chimie, 1958
88. Alexander Robert Todd, Chimie, 1957
89. Cyril Norman Hinshelwood, Chimie, 1956
90. Max Born, né alors en Allemagne, Pologne en 2018, Physique, 1954
91. Winston Churchill, Littérature, 1953
92. Hans Adolf Krebs, né en Allemagne, Physiologie ou Médecine, 1953
93. Archer John Porter Martin, Chimie, 1952
94. Richard Laurence Millington Synge, Chimie, 1952
95. John Cockcroft, Physique, 1951
96. Bertrand Russell, Littérature, 1950
97. Cecil Frank Powell, Physique, 1950
98. John Boyd Orr, Paix, 1949
99. T. S. Eliot, né aux États-Unis, Littérature, 1948
100. Patrick Blackett, Physique, 1948
101. Edward Victor Appleton, Physique, 1947
102. Robert Robinson, Chimie, 1947
103. Friends Service Council, Paix, 1947
104. Ernst Boris Chain, né en Allemagne, Physiologie ou Médecine, 1945
105. Alexander Fleming, Physiologie ou Médecine, 1945
106. George Paget Thomson, Physique, 1937
107. Robert Cecil, Paix, 1937
108. Norman Haworth, Chimie, 1937
109. Henry Hallett Dale, Physiologie ou Médecine, 1936
110. James Chadwick, Physique, 1935
111. Arthur Henderson, Paix, 1934
112. Norman Angell, Paix, 1933
113. Paul Dirac, Physique, 1933
114. Charles Scott Sherrington, Physiologie ou Médecine, 1932
115. John Galsworthy, Littérature, 1932
116. Edgar Douglas Adrian, Physiologie ou Médecine, 1932
117. Arthur Harden, Chimie, 1929
118. Frederick Hopkins, Physiologie ou Médecine, 1929
119. Owen Willans Richardson, Physique, 1928
120. Charles Thomson Rees Wilson, Physique, 1927
121. Austen Chamberlain, Paix, 1925
122. George Bernard Shaw, né en Irlande, Littérature, 1925
123. John James Rickard Macleod*, Physiologie ou Médecine, 1923
124. Archibald Vivian Hill, Physiologie ou Médecine, 1922
125. Francis William Aston, Chimie, 1922
126. Frederick Soddy, Chimie, 1921
127. Charles Glover Barkla, Physique, 1917
128. William Henry Bragg, Physique, 1915
129. William Lawrence Bragg, né en Australie, Physique, 1915
130. Ernest Rutherford, né en Nouvelle-Zélande, Chimie, 1908
131. Rudyard Kipling*, né en Inde, Littérature, 1907
132. J. J. Thomson, Physique, 1906
133. John William Strutt, Physique, 1904
134. William Ramsay, Chimie, 1904
135. William Randal Cremer, Paix, 1903
136. Ronald Ross*, né en Inde, Physiologie ou Médecine, 1902

### Russie et Union des républiques socialistes soviétiques
1. Dmitry Muratov, Paix, 2021
2. Andre Geim*, Physique, 2010
3. Konstantin Novoselov*, Physique, 2010
4. Leonid Hurwicz*, Économie, 2007
5. Alekseï Abrikossov*, Physique, 2003
6. Vitaly Ginzburg, Physique, 2003
7. Zhores Alferov, né en Union soviétique, Biélorussie en 2018, Physique, 2000
8. Mikhail Gorbachev, Paix, 1990
9. Joseph Brodsky*, né à Leningrad (Union soviétique), aussi citoyen des États-Unis, Littérature, 1987
10. Pyotr Kapitsa, Physique, 1978
11. Menachem Begin*, aussi comme citoyen israélien, Paix, 1978
12. Ilya Prigogine*, Chimie, 1977
13. Andrei Sakharov, Paix, 1975
14. Leonid Kantorovich, Économie, 1975
15. Alexandre Soljenitsyne, Littérature, 1970
16. Mikhaïl Cholokhov, Littérature, 1965
17. Nikolay Basov, Physique, 1964
18. Alexandre Mikhaïlovitch Prokhorov, né en Australie, Physique, 1964
19. Lev Landau*, né  dans l'Empire russe, Azerbaïdjan en 2018, lauréat quand citoyen de l'Union soviétique, Physique, 1962
20. Boris Pasternak, (contraint à refuser), Littérature, 1958
21. Pavel Cherenkov, Physique, 1958
22. Igor Tamm, Physique, 1958
23. Ilya Mikhailovich Frank, Physique, 1958
24. Nikolaï Semionov, Chimie, 1956
25. Ivan Bounine*, Littérature, 1933
26. Élie Metchnikoff, né dans l'Empire russe, Ukraine en 2018, Physiologie ou Médecine, 1908
27. Ivan Pavlov, Physiologie ou Médecine, 1904

### Sainte-Lucie
1. Derek Walcott, Littérature, 1992
2. Arthur Lewis*, Économie, 1979

### Serbie
1. Ivo Andrić*, Littérature, 1961

### Slovénie
1. Fritz Pregl*, né en Autriche-Hongrie, Slovénie en 2018, Chimie, 1923

### Suède
1. Svante Pääbo, Physiologie ou Médecine, 2022
2. Tomas Lindahl, Chimie, 2015
3. Tomas Tranströmer, Littérature, 2011
4. Arvid Carlsson, Physiologie ou Médecine, 2000
5. Alva Myrdal, Paix, 1982
6. Sune Bergström, Physiologie ou Médecine, 1982
7. Bengt I. Samuelsson, Physiologie ou Médecine, 1982
8. Kai Siegbahn, Physique, 1981
9. Torsten Wiesel*, Physiologie ou Médecine, 1981
10. Bertil Ohlin, Économie, 1977
11. Eyvind Johnson, Littérature, 1974
12. Harry Martinson, Littérature, 1974
13. Gunnar Myrdal, Économie, 1974
14. Ulf von Euler, Physiologie ou Médecine, 1970
15. Hannes Alfvén, Physique, 1970
16. Ragnar Granit, né dans le grand-duché de Finlande, alors partie de la Russie, Physiologie ou Médecine, 1967
17. Nelly Sachs, né en Allemagne, Littérature, 1966
18. Dag Hammarskjöld, (posthume), Paix, 1961
19. Hugo Theorell, Physiologie ou Médecine, 1955
20. Pär Lagerkvist, Littérature, 1951
21. Arne Tiselius, Chimie, 1948
22. Erik Axel Karlfeldt, (posthume), Littérature, 1931é
23. Nathan Söderblom, Paix, 1930
24. Hans von Euler-Chelpin, né en Allemagne, Chimie, 1929
25. Theodor Svedberg, Chimie, 1926
26. Karl Manne Siegbahn, Physique, 1924
27. Hjalmar Branting, Paix, 1921
28. Verner von Heidenstam, Littérature, 1916
29. Gustaf Dalén, Physique, 1912
30. Allvar Gullstrand, Physiologie ou Médecine, 1911
31. Selma Lagerlöf, Littérature, 1909
32. Klas Pontus Arnoldson, Paix, 1908
33. Svante Arrhenius, Chimie, 1903

### Suisse
1. Didier Queloz, Physique, 2019
2. Michel Mayor, Physique, 2019
3. Jacques Dubochet, Chimie, 2017
4. Kurt Wüthrich, Chimie, 2002
5. Médecins Sans Frontières, Paix, 1999
6. Rolf M. Zinkernagel, Physiologie ou Médecine, 1996
7. Richard R. Ernst, Chimie, 1991
8. Karl Alexander Müller, Physique, 1987
9. Heinrich Rohrer, Physique, 1986
10. Georges J. F. Köhler, né en Allemagne (travaillant en Suisse de 1976 à 1984), Physiologie ou Médecine, 1984
11. Werner Arber, Physiologie ou Médecine, 1978
12. Vladimir Prelog, né en Autriche-Hongrie, Bosnie-Herzégovine en 2018, Chimie, 1975
13. Daniel Bovet, Physiologie ou Médecine, 1957
14. Felix Bloch, Physique, 1952
15. Tadeusz Reichstein, Physiologie ou Médecine, 1950
16. Walter Rudolf Hess, Physiologie ou Médecine, 1949
17. Paul Hermann Müller, Physiologie ou Médecine, 1948
18. Hermann Hesse, né en Allemagne, Littérature, 1946
19. Lavoslav Ružička, né en Autriche-Hongrie, Croatie en 2018, Chimie, 1939
20. Paul Karrer, Chimie, 1937
21. Albert Einstein, né en Allemagne, Physique, 1921
22. Charles Édouard Guillaume, Physique, 1920
23. Carl Spitteler, Littérature, 1919
24. Alfred Werner, Chimie, 1913
25. Theodor Kocher, Physiologie ou Médecine, 1909
26. Élie Ducommun, Paix, 1902
27. Charles Albert Gobat, Paix, 1902
28. Henry Dunant, Paix, 1901

### Taïwan (république de Chine)
1. Yuan T. Lee, né à Taïwan, Chimie, 1986

### Tchéquie
1. Jaroslav Seifert, Littérature, 1984
2. Jaroslav Heyrovský, Chimie, 1959
3. Carl Ferdinand Cori*, né à Prague, Bohème, alors en Autriche-Hongrie, République Tchèque en 2018, Physiologie ou Médecine, 1947
4. Gerty Cori*, né à Prague, Bohème, alors en Autriche-Hongrie, République Tchèque en 2018, Physiologie ou Médecine, 1947
5. Bertha von Suttner*, né à Prague, Bohème, alors en Autriche-Hongrie, République Tchèque en 2018, Paix, 1905

### Tibet
1. Tenzin Gyatso, né dans la province chinoise de Qinghai, Paix, 1989

### Timor oriental
1. Carlos Filipe Ximenes Belo, Paix, 1996
2. José Ramos-Horta, Paix, 1996

### Trinité-et-Tobago
1. V. S. Naipaul*, Littérature, 2001

### Tunisie
1. Quartet du dialogue national tunisien, Paix, 2015.
2. Moungi G. Bawendi, Chimie, 2023.

### Turquie
1. Aziz Sancar, Chimie, 2015
2. Orhan Pamuk, Littérature, 2006
3. Daron Acemoglu, Économie, 2024

### Ukraine
1. Roald Hoffmann, Chimie, 1981
2. Selman Waksman, Physiologie ou Médecine, 1952
3. Shmuel Yosef Agnon, Littérature, 1966
4. Ilya Ilyich Mechnikov, Physiologie ou Médecine, 1908

### Venezuela
1. Baruj Benacerraf, Physiologie ou Médecine, 1980

### Vietnam
1. Lê Đức Thọ, né dans l'Indochine française, Paix, 1973 (declined)

### Yémen
1. Tawakkol Karman, Paix, 2011